# Rinorea sprucei
Rinorea sprucei är en violväxtart som först beskrevs av August Wilhelm Eichler, och fick sitt nu gällande namn av Carl Ernst Otto Kuntze. Rinorea sprucei ingår i släktet Rinorea och familjen violväxter. Inga underarter finns listade i Catalogue of Life.